# Метрика Леви — Прохорова
Метрика Леви́ — Прохорова (метрика Прохорова) — метрика на пространстве конечных вероятностных мер; введена в 1956 году Юрием Прохоровым в качестве обобщения метрики Леви (определённой Полем Леви в 1937 году).
Определяется на пространстве {\displaystyle {\mathcal {P}}(M)} всех конечных вероятностных мер на измеримом пространстве {\displaystyle (M,{\mathcal {B}}(M))}, где {\displaystyle (M,d)} — метрическое пространство, а {\displaystyle {\mathcal {B}}(M)} — борелевская сигма-алгебра на нём. Для подмножества {\displaystyle A\subseteq M} определяется эпсилон-окрестность {\displaystyle A} как:
{\displaystyle A^{\varepsilon }:=\{p\in M\mid \exists q\in A,\ d(p,q)<\varepsilon \}=\bigcup _{p\in A}B_{\varepsilon }(p)},
где {\displaystyle B_{\varepsilon }(p)} — открытый шар радиусом {\displaystyle \varepsilon } с центром в {\displaystyle p}. Метрика {\displaystyle \pi :{\mathcal {P}}(M)^{2}\to [0,+\infty )} определяется установлением расстояния между двумя вероятностными мерами {\displaystyle \mu } и {\displaystyle \nu } как:
{\displaystyle \pi (\mu ,\nu ):=\inf \left\{\varepsilon >0\mid \forall (A\in {\mathcal {B}}(M))\,\mu (A)\leqslant \nu (A^{\varepsilon })+\varepsilon \ \wedge \ \nu (A)\leqslant \mu (A^{\varepsilon })+\varepsilon \right\}}.
Очевидно, что для вероятностных мер {\displaystyle \pi (\mu ,\nu )\leqslant 1}.

## Свойства
Если пространство {\displaystyle (M,d)} является сепарабельным, то схождение мер в метрике Леви — Прохорова эквивалентно слабой сходимости мер. Таким образом, {\displaystyle \pi } — это метризация топологии слабой сходимости вероятности на {\displaystyle {\mathcal {P}}(M)}.
Метрическое пространство {\displaystyle \left({\mathcal {P}}(M),\pi \right)} является сепарабельным тогда и только тогда когда {\displaystyle (M,d)} сепарабельно.
Если пространство {\displaystyle \left({\mathcal {P}}(M),\pi \right)} является полным, то {\displaystyle (M,d)} также является полным пространством. Если у всех мер в {\displaystyle {\mathcal {P}}(M)} есть сепарабельный носитель меры, то обратное утверждение также верно: если {\displaystyle (M,d)} — полное, то {\displaystyle \left({\mathcal {P}}(M),\pi \right)} — полное. В частности, это тот случай, когда {\displaystyle (M,d)} является сепарабельным.
Если {\displaystyle (M,d)} — сепарабельное и полное, подмножество {\displaystyle {\mathcal {K}}\subseteq {\mathcal {P}}(M)} является относительно компактным пространством тогда и только тогда, когда {\displaystyle \pi }-замыкание является {\displaystyle \pi }-компактным.
Если {\displaystyle (M,d)} — сепарабельное, то {\displaystyle \pi (\mu ,\nu )=\inf\{\alpha (X,Y)\mid {\text{Law}}(X)=\mu ,{\text{Law}}(Y)=\nu \}}, где {\displaystyle \alpha (X,Y)=\inf\{\varepsilon >0\mid \mathbb {P} (d(X,Y)>\varepsilon )\leqslant \varepsilon \}} — метрика Цюй Фаня.